# 松岡利勝
松岡 利勝（まつおか としかつ、1945年〈昭和20年〉2月25日 - 2007年〈平成19年〉5月28日）は、日本の農水官僚、政治家。農林水産大臣（第41代）、衆議院議員（6期、自由民主党）を歴任。
戦前・戦中の旧憲法下も含め、日本の内閣制度発足以後では2人目（日本国憲法下では初）の現職閣僚として自殺により死去した人物である。

## 来歴・人物

### 生い立ち
第二次世界大戦末期の1945年（昭和20年）2月25日、熊本県阿蘇町（現阿蘇市）に貧困にあった農家の長男として誕生した。
父は日中戦争（支那事変）中、満州（現在の中国東北部）で日本軍の憲兵を務めていた。日本に帰国してからは定職を持たず林業ブローカーのような仕事で糊口を凌ぎ、時には飲酒で泥酔して妻（松岡の母親）に手を上げることもあったという（家庭内暴力）。父は非常に厳格な人物で、自身の気に入らないことがあると感情的になり怒鳴り散らすなど気性の荒い性格もあり、周囲から怖れられたという。

### 学生時代
中学卒業後、熊本県立済々黌高等学校に進学し、空手部に入部。親元を離れて下宿生活を送る。高校2年生の時の修学旅行で東京都を訪れた際に、単身で赤尾敏（大日本愛国党元総裁）を訪問し、活動への参加を志願している。結果は拒絶されたものの、「保守思想への傾倒」は松岡にとって大きな転機になった。その後一時、防衛大学校を目指すが失敗し、2浪ののち鳥取大学農学部林学科に進学する。

### 農林水産省勤務時代
国家公務員採用上級甲種試験に林学区分で最終合格、林学技官として官僚人生のスタートを切り、政治の世界への足掛かりを掴んでいく。
大臣官房企画課、天塩営林署長、国土庁（当時）地方振興局山村豪雪地帯振興課長補佐などを務めた。1988年（昭和63年）、林野庁林政部林政課広報官を最後に退官し、地元熊本に帰郷した。

### 政治家として
1990年（平成2年）の第39回衆議院議員総選挙に旧熊本1区から無所属で立候補。当初は泡沫候補と見られていたが、北口博、松野頼三らを下し最下位ながらも初当選、以降連続6回当選（当選同期に岡田克也・佐田玄一郎・亀井久興・森英介・福田康夫・石原伸晃・河村建夫・小林興起・塩谷立・古屋圭司・細田博之・小坂憲次・山本拓・赤城徳彦・簗瀬進・山本有二など）。議員一期目に、三塚派の先輩である小泉純一郎や石原慎太郎に同調して小選挙区導入に猛反対し、同じ三塚派所属の一年生議員らと共に党中枢と敵対した。他にもコメの輸入自由化に反対して国会前で座り込みをしたり、1994年（平成6年）11月の熊本市長選挙で魚住汎英と乱闘を起こすなど、武闘派として知られるようになる。一方で、選挙で対立候補を支援した建設会社に対して、その後公共事業の発注を行わせないようにするなどの一面もあった。
1995年（平成7年）8月8日、村山改造内閣で農林水産政務次官（翌年1月11日まで）、1999年（平成11年）10月29日、衆議院農林水産委員長（翌年6月2日まで）、2000年（平成12年）12月6日、第2次森改造内閣で農林水産総括政務次官となる。2001年（平成13年）1月6日、初代農林水産副大臣となり、WTO交渉等に精力的に取り組む（同年4月26日まで）。
党内では、安倍晋太郎派→三塚博派→亀井グループを経て1998年（平成10年）に江藤・亀井派結成に参加していた。当初は小泉改革に反対する立場だったが、衆議院予算委員会理事、衆議院郵政民営化に関する特別委員会理事を経て、小泉を積極的に支持する姿勢に転換、郵政国会を機に長年仕えてきた亀井静香・平沼赳夫らと事実上訣別した。同年の通常国会では、2003年（平成15年）に解党された自由党の政党交付金を同党の党首を務めていた小沢一郎が着服したとされる疑惑を追及した。また、同年8月に郵政関連法案が参議院で否決されたことにより当時の小泉首相は衆議院の解散を決断するが、同日に小泉と改革への決意を首相官邸で語っていた人物は松岡である。他方、これまでの主張であったコメの輸入自由化・FTAへの頑強なまでの反対姿勢を一転させたことは、従来の支持基盤だった農家からの激しい反発を招いた。
2006年（平成18年）9月26日、松岡は第1次安倍内閣で農林水産大臣に就任した。松岡は早い段階で安倍晋三の支持を表明し、松岡が地盤とする熊本県での安倍晋三の党員得票率は75%を記録した。しかしその後、松岡の事務所費問題、光熱水費問題、献金問題等数々の疑惑が浮上し大きな批判を受け、マスコミは連日のように松岡の不祥事を報道した。
2007年5月、緑資源機構談合事件に関連して、松岡の汚職疑惑が浮上した。疑惑の事業は熊本県で松岡の地盤であった。事業費の大半が農水省の認可事業であり、東京地検は機構が主導して官製談合が行われていたとみて捜査を進めていた。熊本の事業費は総額150億円で、小国町、南小国町の5700ヘクタールの農林地を対象に、農林道22km、農地120ha、農水路20kmを整備し、水源林の造成も進めるものであった。緑資源機構が発注し、工事の多くを地元の土木業者が受注していた。小国町、南小国町は松岡の地盤であり、献金をしないと仕事がもらえないことは地元の土木建設業界では常識になっていたという。松岡は24日に閣僚給与の3ヶ月分を自主返納する談話を発表し、当時の安倍晋三総理大臣は「すでに献金は返していると報告を受けている」として松岡を擁護した
5月26日、捜査の過程で熊本県内で中山間地域事業の談合のために組織された任意団体とは別の任意団体で談合が繰り返されていた疑惑が浮上し、その治山事業の談合に中心的に関与していた建設会社の幹部は松岡の有力支援者であったことが判明した

### 在任中の自殺
2007年（平成19年）5月28日、松岡は衆議院議員宿舎（新赤坂宿舎）で首を吊っているところを警護官らに発見され、警視庁本部指示のもと救急車で高度救急医療に対応している慶應義塾大学病院に運ばれたが、すでに心肺停止状態であり死亡が確認された。62歳没。
遺書には「国民の皆様　後援会の皆様　私自身の不明、不徳の為、お騒がせ致しましたこと、ご迷惑をおかけ致しましたこと、衷心からお詫び申し上げます。自分の身命をもって責任とお詫びに代えさせていただきます。なにとぞお許し下さいませ」とあった
戦前・戦中の旧憲法下も含め、日本の内閣制度発足以後では2人目の現職国務大臣の自殺であり、日本国憲法下の日本では初めてのことであった（詳細は後述参照）。

## 政策

### 日本食の認証制度
海外の日本食レストランに対する認証制度の導入を発案。2006年11月に「海外日本食レストランへの信頼度を高め、農林水産物の輸出促進を図るとともに、日本の正しい食文化の普及や我が国食品産業の海外進出を後押しすること等を目的」として、農林水産省「海外における日本食レストランの認証制度を創設するための有識者会議」を立ち上げた。
松岡は同会議の設置に際し、この制度の導入について「海外在留邦人の日本食への理解の向上」「日本文化への関心の向上」「農林水産物や加工食品の輸出促進」「食品産業の国外進出推進」「日本への外国人観光客の増加」といったメリットを指摘した。

### 攻めの農政

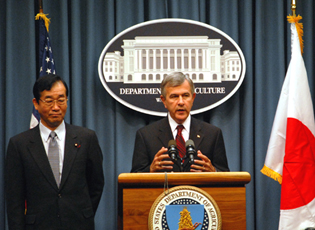
アメリカ合衆国農務長官マイク・ジョハンズ（右）との記者会見（2007年1月11日）

第1次安倍内閣発足時の記者会見で松岡は「私は日本の農業には未来があると考えています。そのためには、日本の農産物の輸出を促進するべきだと。これまでは『工業が攻め、農業は守り』だったんですが、これからはそれではいけない」と強調し、従来の政策からの転換を表明。日本の農林水産物の対外輸出促進、バイオマス利用の加速、担い手主体の経営構造の実現などを謳った「攻めの農政」を政策として掲げ、農林水産大臣として精力的に活動した。2007年1月に訪米し、ジョージ・W・ブッシュ大統領政権下のアメリカ合衆国農務長官マイク・ジョハンズと会談、世界貿易機関(WTO)交渉などに関する意見交換を行った。松岡が最終的に実現しようとした政策目標は「農家所得倍増計画」であった。政治家としての松岡は、池田勇人政権の「所得倍増計画」及び池田内閣の下での1961年（昭和36年）制定の「農業基本法」が掲げた「農工間の所得格差是正」という目標を一貫して参考にしていた。

## 主な所属していた団体・議員連盟
- 神道政治連盟国会議員懇談会
- 日中緑化推進議員連盟（会長代理）
- 日韓議員連盟
- 日朝友好議員連盟
- 再チャレンジ支援議員連盟
- 日本の危機を救い真の改革を実現し、明るい未来を創造する議員連盟（未来創造議連）(代表幹事)

## 疑惑

### 事務所費の不透明な支出
松岡の資金管理団体「松岡利勝新世紀政経懇話会」が、賃料が発生しない議員会館に主たる事務所を置きながら、事務所費として2003年に2,600万円超、2004年に3,100万円超、2005年は3,300万円超と極めて高額な支出を計上している。また、松岡の政治団体「松岡利勝後援会」は菊陽町をはじめ4ヶ所に事務所を置いているが、事務所費として2005年に4,000万円を超える支出を計上している。
地元関係者からは、「後援会の事務所費に4,000万もの費用が発生するはずがなく『不自然』である」と指摘された。

### 高額献金
農水省の天下り団体として槍玉に上がっていた林業コンサルタンツの再発注先企業の多くから献金を受けていたことが指摘されている。日本林野共済会も同様で、限度額まで松岡に献金しており、平成10年には46億6000万円を農林関係の企業に発注し、その発注先の多くが松岡に献金していた。松岡は少なくとも総額6000万円の政治献金を受け取っていた 。

### 光熱水費問題
予算委員会での指摘と松岡の主張
2007年3月5日の参議院予算委員会において、参議院議員小川敏夫（民主党）の質問により、松岡の資金管理団体「松岡利勝新世紀政経懇話会」が、水道代、冷暖房費が無料である衆議院第一議員会館に「主たる事務所」を設置しているにもかかわらず、2005年に500万円超の「光熱水費」を計上していたことが発覚した。小川は議員会館においては水道・電気・暖房等がすべて無償であると指摘した上で「どこで使用した光熱水費か？」と質問し、松岡は「当然のことながら、主たる事務所としてのその議員会館の関係について報告をしておる」「それはどういう金額でどうだということにつきましては、それは当然のことながら、こちらも承知をし了解をしたものとして報告をいたしております」「（光熱水費には）『何とか還元水』とかそういったようなものを付けております。光熱費につきましても、暖房なりなんなり、それは別途そういったものの分が含まれている」「（松岡利勝新世紀政経懇話会が使用しているのは）政治資金管理団体としては議員会館一つです」と答弁した。「（500万円という通常では考えられない金額について）還元水の装置や（議員会館常設の集中暖房以外に）電気暖房の機械か何かを100個も置いているのか?」と問われると「私は一々、これが幾ら、あれが幾らということは、今ここににわかには覚えておりませんが、それはまたきちんと確認してお答えしたい」と弁明した。小川は、使途が浄水装置や暖房装置であるとする松岡の主張を「そんなにかかるはずがない。明らかに虚偽記載だ」と批判した。
3月7日の参議院予算委員会では、参議院議員芝博一（民主党）から「（多額の光熱水費は還元水や暖房に使用したと松岡は主張しているが）浄水器やストーブは（光熱水費ではなく）備品・消耗品費だ」と指摘された。また、参議院議員井上哲士（日本共産党）は、「熊本県内の（主たる事務所ではない）2つの地元事務所の光熱費がそれぞれ約66万円、38万円なのに、なぜ無料のはずの議員会館の光熱費がこれほど高額なのか?」と疑問を呈した。さらに、5日の答弁で松岡は「きちんと確認してから答えたい」と述べていたが、7日の審議では一転して「現行制度の報告以上の内容の開示は制度が予定していない。差し控えさせていただきたい」と答弁した。
主張を受けての相次ぐ報道
ミネラルウォーターの使用、浄水器の設置についての発言を受け、浄水器が見当たらない、ミネラルウォーターの存在が不明と指摘する報道が行われた。
衆議院第一議員会館の松岡事務所を突撃取材した朝日新聞社によると、事務所には「水道と流し台がある。が、一見したところ浄水器らしきものは見あたら」ず、松岡の秘書は浄水器の設置の有無を聞かれ「そんなものは……」と答え、「ナントカ還元水」がミネラルウォーターと同様なのか聞かれ、「ありませんから」と回答しており、「ナントカ還元水」の存在そのものが不明である。同様に衆議院第一議員会館の松岡事務所を突撃取材した日刊ゲンダイによると、事務所には「水道の蛇口には浄水器のカケラもない」ように見えるという。その後、松岡側は「1本5000円の水を購入している」という主張を展開した。これは鹿児島県志布志市で採水されるミネラルウォーターだが、問い合わせを受けたメーカーの会長は全代理店の注文を把握しており、「松岡大臣あるいは永田町方面からの注文はない」と否定し、松岡を訴えたいとまで主張している。
作家の猪瀬直樹は、自身が小泉内閣時代に行革断行評議会委員を務めていた際、松岡から「あんたはタリバンだ」などと罵声を浴びせられたことを明かし、「この人（松岡）が大臣になったら（内閣の）足を引っ張ることになるのは、報道関係者なら誰でも目に見えていたことだ」などと発言した。
市民団体による刑事告発
2007年4月1日、大阪府大阪市に所在地のある市民団体「政治資金オンブズマン」が、政治資金収支報告書に光熱水費を虚偽記載したとして、松岡利勝と松岡利勝新世紀政経懇話会の会計責任者を政治資金規正法違反の疑い（収支報告書の虚偽記載など）で東京地方検察庁に告発した。

### その他
- 出資法違反容疑で福岡県警察の家宅捜索を受けた「エフ・エー・シー」の関連団体「WBEF」に絡む不祥事が複数件報道されている。2005年12月1日にWBEFから100万円のパーティー券収入を得たが、政治資金収支報告書に記載しなかった。第1次安倍内閣組閣当日の2006年9月26日に報告書を訂正した[24]。
- 2007年3月27日の朝日新聞の報道で、東京都内の会社が松岡の後援者であるインド文化協会会長に対して「資金協力」という名目で支払った100万円が使途不明になっていることが明らかになった[25]。
- 農林水産大臣として第1次安倍内閣に入閣後、大規模な政治資金パーティーを開いたため、大臣規範の1-(5)「パーティーの開催自粛」に違反したと報じられた[26]。

## 自殺
2007年5月28日、衆議院議員宿舎（新赤坂宿舎）の自室（1102号室）で首を吊って心肺停止状態となっているところを発見され、搬送先の慶応義塾大学病院で死亡が確認された。62歳没。戦前・戦中の旧憲法下も含め、日本の内閣制度発足以後では2人目の現職閣僚の自殺であり、現職国務大臣の自殺は日本国憲法下の日本では初めてのことであった。また当時は自殺総合対策会議の現職委員の一人でもあった。これについて安倍晋三首相（当時）は「道半ばで亡くなられたことは誠に痛恨の極みだ」と松岡の業績を振り返った。
議員宿舎の部屋からは、当時の内閣総理大臣安倍晋三や元総理大臣秘書官の飯島勲、さらに一般の日本国民などに宛てた計8通の遺書が残されており、「私の不徳の致すところで申し訳ない。迷惑をおわび申し上げます」「身命をもって責任とお詫びにかえさせていただきます」などと書かれていた。これらのうち、内容が公表された安倍首相宛と国民宛の遺書には事務所費問題や談合事件への言及はなく、「安倍総理、日本国万歳」と締めくくられていた。松岡の自殺を受けて、同日から同年6月1日までは環境大臣（当時）若林正俊が大臣臨時代理を兼任。その後、正式な後任には赤城徳彦が就任した。
自殺直前の5月24日、松岡は新党大地代表の衆議院議員鈴木宗男と会食している。鈴木によれば、その席で松岡は「（疑惑については）国対（当時の自民国対委員長は二階俊博）から黙っていろと言われている」と述べたという。
5月26日には地元熊本県に一時帰郷し、後援会の関係者と面会したり、高齢で一人暮らしの継母が居住する実家を訪問し、両親の墓参りをしたとされている。
松岡は日本中央競馬会の主管官庁の長として、2007年5月27日開催の第74回日本ダービーに皇太子徳仁親王と安倍晋三首相夫妻を招待していたが、応接に当たるはずだった松岡は当日になって欠席している。
松岡は東京都新宿区の慶應義塾大学病院に搬送された。同病院で入院治療中だった歌手坂井泉水が敷地内で転落し、前日の27日午後に死亡していたことが明らかになっていたため、すでに多くの報道陣が同病院に詰め掛けていた。その結果、現場となった議員宿舎から病院に松岡が運び込まれる映像までが偶然にも各マスコミにより報道されることとなった。

## 選挙歴
| 当落 | 選挙                   | 執行日         | 年齢 | 選挙区    | 政党       | 得票数     | 得票率 | 定数 | 得票順位 /候補者数 | 政党内比例順位 /政党当選者数 |
| ---- | ---------------------- | -------------- | ---- | --------- | ---------- | ---------- | ------ | ---- | ------------------ | ---------------------------- |
| 当   | 第39回衆議院議員総選挙 | 1990年02月18日 | 44   | 旧熊本1区 | 無所属     | 8万873票   | 12.56% | 5    | 5/8                | /                            |
| 当   | 第40回衆議院議員総選挙 | 1993年07月18日 | 48   | 旧熊本1区 | 自由民主党 | 8万2620票  | 12.95% | 5    | 3/8                | /                            |
| 当   | 第41回衆議院議員総選挙 | 1996年10月20日 | 51   | 熊本3区   | 自由民主党 | 8万725票   | 45.07% | 1    | 1/4                | /                            |
| 当   | 第42回衆議院議員総選挙 | 2000年06月25日 | 55   | 熊本3区   | 自由民主党 | 10万9127票 | 63.57% | 1    | 1/4                | /                            |
| 比当 | 第43回衆議院議員総選挙 | 2003年11月09日 | 58   | 熊本3区   | 自由民主党 | 7万6469票  | 40.92% | 1    | 2/4                | 8/8                          |
| 当   | 第44回衆議院議員総選挙 | 2005年09月11日 | 60   | 熊本3区   | 自由民主党 | 8万6688票  | 43.72% | 1    | 1/3                | /                            |

## 家族・親族
- 松岡浩昌 - 次男。元NHKアナウンサー。
- 景山俊太郎 - 元参議院議員。景山の娘が松岡の長男と結婚している。